# La Traviata (film)
La Traviata – włoska adaptacja opery Giuseppe Verdiego z 1982 roku w reżyserii Franco Zeffirellego.

## Obsada
- Teresa Stratas – Violetta Valery
- Plácido Domingo – Alfredo Germont
- Cornell MacNeil – Giorgio Germont
- Allan Monk – Baron Douphol
- Pina Cei – Annina
- Axelle Gall – Flora
- Maurizio Barbacini – Gastone
- Robert Sommer – Doktor
- Ricardo Oneto – Marquis

## Nagrody i nominacje
Oscary za rok 1982
- Najlepsza scenografia i dekoracje wnętrz – Franco Zeffirelli, Gianni Quaranta (nominacja)
- Najlepsze kostiumy – Piero Tosi (nominacja)

Złote Globy 1982
- Najlepszy film zagraniczny – Franco Zeffirelli (nominacja)